# Sidi Hamadouche
Sidi Hamadouche (în arabă سيدي حمادوش) este o comună din provincia Sidi Bel Abbès, Algeria.
Populația comunei este de 9.968 de locuitori (2008).